# Vloeistofkompas
Het vloeistofkompas is een kompas waarbij de kompasroos in een vloeistof wordt gedompeld.
Bij dit soort kompassen maakt men gebruik van zware kompasnaalden om een groot magnetisch moment te bekomen en dit maakt het kompas stabieler. Kompasnaalden zijn naalden die onderaan de roos bevestigd worden en zij zullen altijd in de richting liggen van de magnetische veldlijnen van de aarde. Deze zwaardere kompasnaalden zullen het gewicht onvermijdelijk vergroten evenals de wrijving en weerstand van de dop op de pen. Om deze wrijving en weerstand kleiner te maken, maakt men de kompasroos schijnbaar lichter door deze te dompelen in een vloeistof, steunend op de wet van Archimedes.
Beschrijving van het vloeistofkompas:

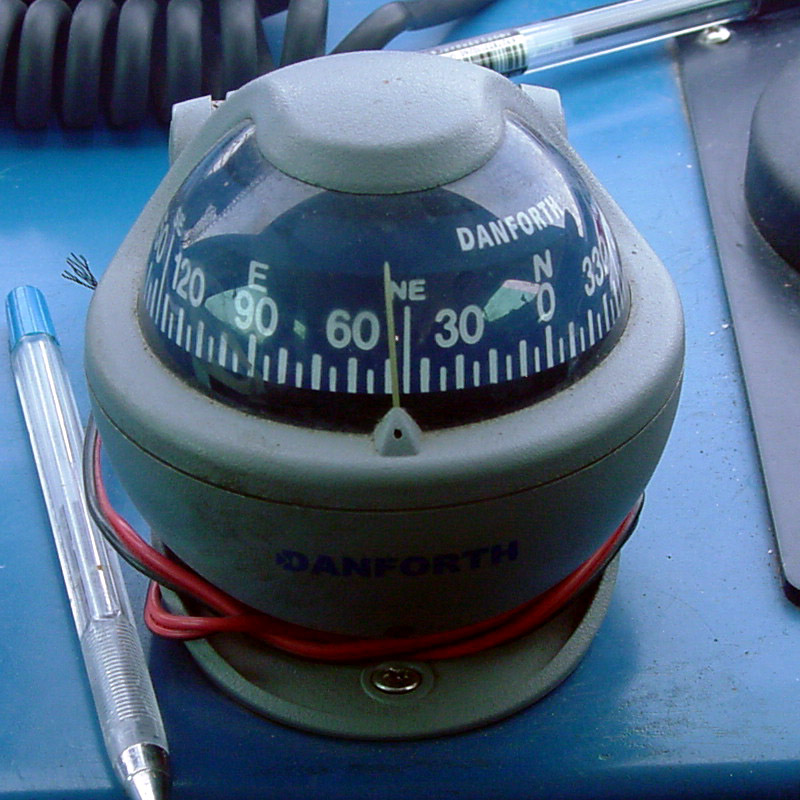
maritiem vloeistofkompas
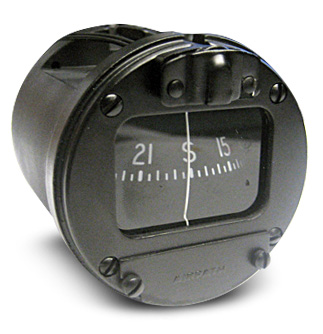
vloeistofkompas gebruikt in de luchtvaart

Het vloeistofkompas bestaat uit een zware roos, die in een mengsel van 30 % alcohol en 70 % gedestilleerd water drijft. Dit mengsel heeft een laag vriespunt. De roos is vastgeschroefd op een drijver, een waterdichte koperen doos. Het magneetstelsel bestaat uit vier krachtige magneten, die onder de roos hangen. In een kegelvormige holte aan de onderkant heeft de drijver een kompasdop met robijn waarmee hij op de kompaspen rust. het vloeistofmengsel moet het bovenste deel van de kompasketel volledig vullen en geen luchtbel vertonen. Daarom wordt de ketel luchtdicht gesloten door een dekglas en aan de rand vastgeschroefd en zo een rubberring inklemt. Omdat het mengsel bij temperatuurverhoging onderhevig is aan uitzetting, wordt het bovenste gedeelte gescheiden van het onderste door middel van een bodem van gegolfd en dus veerkrachtig metaal.